# 世界キックボクシング団体協会
世界キックボクシング団体協会（せかいキックボクシングだんたいきょうかい、World Associations of Kickboxing Organizations / WAKO）はキックボクシングの国際組織の一つで、ARISF加盟のキックボクシングの国際競技連盟である。アマチュア部門とプロ部門の2つの組織で構成されており、毎年アマチュア部門の世界選手権を開催するかたわら、プロ部門で多様な王座を認定している。日本人選手としては、プロ部門において武蔵と前田憲作が世界王座を獲得した。また、キックボクシングの段級位の認定を行っている。旧称世界全流派空手機構（World All Style Karate Organization, WAKO）。
1984年から2013年、本部はイタリア・ロンバルディア州ミラノ県モンツァにある。執行委員会が置かれており、会長はイタリアのエニオ・ファルソーニである。2025年現在、本部機能はイタリア・ミラノ。会長はアイルランドのロイ・ベイカー。

## 歴史

### 設立
1975年に、アメリカのプロ空手協会（PKA）に対抗する団体としてドイツでGeorges Brucknerによって設立された。設立時は「世界キックボクシング団体協会」ではなく、「世界全流派空手機構」という名前で、アマチュア競技団体だった。

### 大会の開催
創立者のGeorges Brucknerは、1977年にウィーンで第1回WAKOヨーロッパ選手権を、1978年11月5日にドイツの西ベルリン市で第1回WAKO世界選手権を開催した。
組織が分裂し、1985年の第5回世界選手権が11月2日にイギリスのロンドンで、同日にハンガリーのブダペストで2度開催された。なおこの分裂騒動は1年で治まった。
1991年にプロ部門「WAKO PRO」が設立され、プロの王座認定を行い始めた。
1993年の第9回世界選手権は組織上の問題で分裂し、アメリカのニュージャージー州アトランティックシティで11月4日から6日に渡って、ハンガリーのブダペストで1993年11月25日から28日に渡って、2度にわたって開催された。

### GAISF加入とIAKSAとの統合
2006年4月7日に、韓国ソウルで開かれた、GAISF総会で、GAISF側からIAKSAとの統合を要求された。この件に関しては、当時同じように選考団体として申請していた世界キックボクシング協会（WKA）が、不公平で非民主的で問題があると主張している。
9月27日にクロアチアのザダルで行われた特別総会で、WAKOとIAKSAは正式に統合した。翌10月17日にスイスのローザンヌで開催されたGAISF評議会の会合で、WAKOは正式にGAISFの一員として承認された。GAISFは2023年に解散。

### 石井和義との協力関係
2007年頃、「タイ・キックボクシング」を「K1スタイル」に改称。2011年、石井和義が中心となって、翌年よりK-1を統括する予定である国際K-1連盟（FIKA）と開催協力で基本合意している。2022年、ワールドゲームズ2022公式競技でキックボクシングをK1スタイルで実施。キックボクシング発祥国にありながら日本には長らくWAKOの国内競技連盟がなかったが2023年、石井が日本キックボクシングリーグ機構 (JKL) を設立。

### オリンピックへ
オリンピック活動においては、WAKOによると、2005年、WADAアンチ・ドーピング規範の採用。2007年、WAKOアジアがアジアオリンピック評議会に加盟。2012年、のちにIOC公認団体となるAIMSの設立メンバーに。2014年、国際ワールドゲームズ協会加盟。2018年、IOCの暫定承認国際競技連盟に。2019年、ARISF暫定加盟。2021年、IOC承認国際競技連盟に。2023年、2028年ロサンゼルスオリンピックの追加種目にWAKOのキックボクシングが大会組織委員会の最終選考9競技まで残るが落選。IOC後援ワールドゲームズ2025のキックボクシングではK1スタイルとポイント・ファイティングを実施。

## ルール

### リング
4本のロープを張ったボクシングのリング上で行われる。競技者はヘッドギア、マウスピース、胸部プロテクター（女性用）、10オンスのボクシンググローブ、ファールカップ、脛当て、足パッド、上着（女子のみ）、ズボン。

#### フル・コンタクト
フル・コンタクト (Full contact) 。
- 攻撃可能な箇所は頭部と胴体のみ。
- アマチュアは2分3ラウンド。プロは2分5、7、10、12ラウンド。なお、インターバルは1分。
- 足払い以外での下半身への攻撃、喉、下腹部、肘打ち、手刀、サミング、頭突き、投げは禁止。ロープに絡まった相手、ダウンした相手への攻撃も禁止。
- 男子12階級、女子7階級で行われる。
- 軽量は試合日の前日か当日の朝8時から10時に行われる。
- 競技者はラウンド毎に最低でも6回以上の蹴りを使わなければならない。1ラウンド終了時に蹴りが6回以下だった場合、レフェリーから警告が出る（この時点では減点は無し）。2ラウンド終了時までに計12発以上の蹴りを出さなかった場合は1点減点となる。また、たとえ1ラウンド目に6回以上蹴りを出しても、2ラウンド目も同様に6回以上の蹴りを出さなければならない。加えて、最初の1ラウンド目に5発しか蹴りを出さなかった場合、次の2ラウンド目で最低7発以上蹴りを打差なければ減点される。3ラウンド終了時までに計18発以上の蹴りを出さなかった場合はさらに1点減点となる。このルールで3点以上失った競技者はその時点で失格となる。リングサイドにはキックカウンターがおり、各ラウンド終了毎に競技者が何発蹴りを出したか報告する。

#### ロー・キック
ロー・キック (Low-Kick) はローキック有りのフルコンタクトルール。

#### K1スタイル
K1スタイル (K1 Style) は膝蹴り、ローキック有りのフルコンタクトルール。ワールドゲームズのキックボクシングはこのルールで行われている。足払い（足首の高さのみ、外側から内側へ、またはその逆）で相手のバランスを崩し、手技または足技で追撃したり、バランスを崩した相手をキャンバスに倒したりすることは認められる。手技のみで相手を投げることは禁止されており、胴、腰、肩を使って相手を投げることも禁止されている。首相撲から頭部への膝蹴りは単発のみ可。2007年現在、男子12階級、女子7階級。別名K1ルール (K1 rules) 。旧称ムエタイ、タイ・キックボクシング (Thai-Kickboxing) 。2007年10月以降12月までに改称。肘打ち有りのムエタイはオリンピック活動においては、2017年、ARISFに先に加盟した国際アマチュアムエタイ連盟が実施している。

### タタミ
シニア部門は8メートル、ジュニアとカデット部門は6メートル四方の畳、マットの上で行われる。ただし、地域大会や低いレベルの大会では試合場が多少小さくても構わない。ただし、少なくとも競技場の一片の長さは6メートルなくてはならない。

#### ポイント・ファイティング
ポイント・ファイティング (Point Fighting) 。旧称セミコンタクト (Semi-contact) 。2012年10月以降12月までに改称。
- 競技者はヘッドギア、マウスピース、胸部プロテクター（女性用）、ポイント・ファイティング用グローブ、ファールカップ、脛当て、足パッド、ズボン（裾が足首まであること）、T-シャツかブイネックの道衣（前と後ろに競技者の国籍と名前もしくはイニシャルが書いてあること）。なお、バンデージの使用は自由。
- 国際大会では、シニアおよびジュニア部門両方共3分2ラウンド（インターバル1分）で争われる。ただし、公式の国際大会では参加人数が多いため、2分2ラウンドに減らすことができる。カデット部門は1分30秒2ラウンド（インターバル1分）で争われる。
- 蹴りは前蹴り、横蹴り、後ろ蹴り、飛び蹴り、回し蹴りが許される（かかとを使った攻撃は危険なため禁止）。突きは、正拳、裏拳、フックが許可される。
- 頭部（顔面、側面、後頭部）、胴体部分、ふくらはぎより下の脚部（足払い）が許される。足払いを除くベルトラインより下の部分の蹴り、頭頂部、肩の上、首への攻撃は禁止。
- 試合はポイント制で争われるため、上記の攻撃がヒットすれば一定の点数が選手に入る。パンチ、胴体への蹴り、足払いは1点。頭部への蹴り、胴体への飛び蹴りは2点。頭部への飛び蹴りは3点である。ただし、足払いは1度までしか点を与えられない。

#### ライト・コンタクト
ライト・コンタクト (Light contact) 。攻撃個所は頭部、胴体。足払いも可。

#### キック・ライト
キック・ライト (Kick Light) 。攻撃個所は頭部、胴体、腿。足払いも可。

#### ミュージカル・フォームス
ミュージカル・フォームス (Musical Forms) は用意した曲（選手個人が用意する）一人もしくは複数の仮想の敵を相手に東洋の武術の技を用いて闘うパフォーマンスを競い合う競技である。アマチュアのみ。
競技者は一つの大会で複数のスタイルに出場できる。
体重分けはされていないが、男女両方とも下記のスタイルによってカテゴライズされている。
- ハードスタイル:空手もしくはテコンドーの技術で表現する。
- ソフトスタイル:中国武術の拳法の技術で表現する。
- ハードスタイルウェポンス:空手もしくはテコンドーの技術と鎌、サイ、トンファー、ヌンチャク、棒を使って表現する。
- ソフトスタイルウェポンス:中国武術の技術と薙刀、ヌンチャク、太極拳ようの刀、鎖、中国武術用の長めの棒、二刀流、フックソード、フックソード二刀流等を使って表現する。

競技者に対する服装は特に定められていないが、ハードスタイルでは裸足、ソフトスタイルでは靴をはかなくてはならない。女子を除いて上半身裸でも良い。

#### クリエイティブ・フォームズ
クリエイティブ・フォームズ (Creative Forms) 。

#### エアロ・キックボクシング
エアロ・キックボクシング (Aero Kickboxing) はキックボクシングの技術のみを用いて音楽とともにパフォーマンスを行う競技である。アマチュアのみ。

## 階級

### プロ
プロの階級は競技によって違いがある下記の階級表は、「フル・コンタクト」・「ローキック」・「K-1」部門の階級である。「セミ・コンタクト」・「ライト・コンタクト」は別の階級制をとっている。2008年現在。
| 階級名称                 | 体重 キログラム (kg) |
| ------------------------ | -------------------- |
| スーパーヘビー級         | 94kg 以上            |
| クルーザーヘビー級       | 94kg                 |
| ヘビー級                 | 89kg                 |
| クルーザーライトヘビー級 | 85kg                 |
| ライトヘビー級           | 81kg                 |
| スーパーミドル級         | 78kg                 |
| ミドル級                 | 75kg                 |
| ライトミドル級           | 72kg                 |
| スーパーウェルター級     | 69kg                 |
| ウェルター級             | 66kg                 |
| ライトウェルター級       | 64kg                 |
| スーパーライト級         | 62kg                 |
| ライト級                 | 60kg                 |
| フェザー級               | 58kg                 |
| バンタム級               | 56kg                 |
| フライ級                 | 54kg                 |
| アトム級                 | 52kg                 |

| 階級名称             | 体重 キログラム (kg) |
| -------------------- | -------------------- |
| ヘビー級             | 70kg 以上            |
| スーパーミドル級     | 70kg                 |
| ミドル級             | 68kg                 |
| スーパーウェルター級 | 66kg                 |
| ウェルター級         | 64kg                 |
| スーパーライト級     | 62kg                 |
| ライト級             | 60kg                 |
| スーパーフェザー級   | 58kg                 |
| フェザー級           | 56kg                 |
| スーパーバンタム級   | 54kg                 |
| バンタム級           | 52kg                 |
| スーパーフライ級     | 50kg                 |
| フライ級             | 48kg                 |

## 加盟団体
2010年現在、WAKOへの加盟は1国1団体とは限らず、1国から複数の団体が加盟している。また個人や大陸競技連盟が加盟している。国内競技連盟は107、大陸競技連盟は1（WAKOアジア）、個人は2名である。
2025年5月現在、ARISFのWebサイトによると加盟してる国内競技連盟は143、大陸競技連盟は5。
2024年10月現在の構成は以下である。1地域1団体となり、個人加盟はなくなった。資格停止団体が10ある。
| - アルジェリア - アンゴラ - ベナン - カメルーン - コンゴ共和国（資格停止） - コンゴ民主共和国（資格停止） - エジプト - ガボン（資格停止） - ガーナ（資格停止） - コートジボワール - ケニア（資格停止） - リビア - マダガスカル - モーリタニア（資格停止） - モーリシャス - モロッコ - ナミビア - ナイジェリア - セネガル - シエラレオネ - ソマリア（資格停止） - 南アフリカ共和国 - チュニジア - ジンバブエ（資格停止） | - アフガニスタン - バングラデシュ - カンボジア - バーレーン - 中国 - チャイニーズタイペイ - 韓国 - 香港 - インド - インドネシア - イラン - イラク - 日本 (JKL) - ヨルダン - カザフスタン - クウェート - キルギス - ラオス - レバノン - マカオ - マレーシア - モンゴル - ネパール - オマーン - パキスタン - パレスチナ - フィリピン - サウジアラビア - シンガポール - スリランカ - シリア - タジキスタン - タイ - トルクメニスタン - アラブ首長国連邦 - ウズベキスタン - ベトナム - イエメン | - アルバニア - アルメニア - オーストリア - アゼルバイジャン - ベラルーシ - ベルギー - ボスニア・ヘルツェゴビナ - ブルガリア - クロアチア - キプロス - チェコ - デンマーク - エストニア - フィンランド - フランス - ジョージア - ドイツ - イギリス - ギリシャ - ハンガリー - アイルランド - イスラエル - イタリア - コソボ - ラトビア - リヒテンシュタイン - リトアニア - マルタ - モルドバ - モナコ - モンテネグロ - 北マケドニア - ノルウェー - ポーランド - ポルトガル - ルーマニア - ロシア（資格停止） - セルビア - スロバキア - スロベニア - スペイン - スウェーデン - オランダ - トルコ - ウクライナ | - アルゼンチン - バルバドス（資格停止） - バミューダ（退会） - ボリビア - ブラジル - カナダ - チリ - キューバ - コロンビア（退会） - ドミニカ共和国 - エクアドル - エルサルバドル - グアテマラ - ホンジュラス - ジャマイカ - メキシコ - パナマ - パラグアイ - ペルー - トリニダード・トバゴ - ウルグアイ - アメリカ合衆国 - ベネズエラ - オーストラリア - ニュージーランド - WAKOアジア 他 - ロイ・ベイカー （団体加盟に） - パット・リンチ （団体加盟に） |

## 段級位制
WAKOでは、キックボクシングの段級位を認定しており、級位は白帯・黄帯・オレンジ帯・緑帯・茶帯の4段階で、初段から黒帯になる。初段取得までには最低3年かけるとされ、14歳から取得できる。4段以上は、試験は指定された論題の口答試験になる。最低40ページ以上の分量を発表しなければならない。

## 王座
プロの王座は2008年現在、「セミ・コンタクト」・「ライト・コンタクト」・「フル・コンタクト」・「ロー・キック」・「K-1」の5つの部門に分けられている。ルールについてはルールの項目を参考にされたし。
王座は上から順に、「世界」・「コンチネンタル」（大陸）・「インターコンチネンタル」（大陸間）・「地域」がある。コンチネンタル王座は、「ヨーロッパ」・「アフリカ」・「アジア」・「北アメリカ」・「南アメリカ」・「オーストラリア」の6つに、地域王座は「地中海」・「バルカン半島」・「北欧」の3つに分けられる。
また王座は各部門において男女両方を認定している。

## 参考資料
- ISKAオーストラリアのISKAの歴史紹介記事（WAKOの設立にも言及）